# Station Łódź Chojny
Station Łódź Chojny is een spoorwegstation in de Poolse plaats Łódź.